# Eliette Abécassis
Éliette Abécassis (Straatsburg, 27 januari 1969) is een Franse romanschrijfster.

## Biografie
Ze is de dochter van Armand Abécassis, een professor filosofie die gespecialiseerd is in het Joodse denken. Hij was een  Sefardische Jood van Marokkaanse afkomst. Zijzelf is ook professor filosofie in Caen. Ze is gescheiden en heeft twee kinderen.
Voor haar debuutroman Qumram deed ze drie jaar veldonderzoek in Israël en de Verenigde Staten. In 2000 verscheen de novelle La Répudiée (De verstotene) over een chassidische Jodin die verstoten wordt door haar echtgenoot omdat ze na tien jaar huwelijk geen enkel kind gebaard heeft. Abécassis verwerkte zelf dit verhaal tot scenario voor de film Kadosh (1999), regie Amos Gitai. Haar roman Un heureux événement, over een bevalling, werd in 2011 verfilmd met Louise Bourgoin in de hoofdrol.

## Oeuvre
- Qumran, 1996 (Het Qumran-mysterie, 1996)
- L'Or et la Cendre, 1997 (Het goud en de as, 1997)
- Petite Métaphysique du meurtre, 1998
- La Répudiée, 2000 (De verstotene, 2000)
- Le Trésor du Temple, 2001 (De schat van de tempel, 2001)
- Mon Père, 2002 (Mijn vader, 2002)
- Clandestin, 2003
- La Dernière Tribu, 2004 (De laatste stam, 2004)
- Un heureux Événement, 2005
- Le Corset invisible, 2007
- Le Livre des Passeurs, 2007 (met Armand Abécassis)
- Mère et fille, un roman, 2008
- Sépharade, 2009. (Prix Alberto Benveniste 2010)
- Le Messager, 2009 (met Mark Crick)
- Une affaire conjugale, 2010
- Et te voici permise à tout homme, 2011
- Nos rendez-vous, 2020